# Antônio Nássara
Antônio Gabriel Nássara, mieux connu sous le nom de Nássara  ( Rio de Janeiro, 11 novembre 1910 - Rio de Janeiro, 11 décembre 1996 ), est un compositeur, caricaturiste et designer brésilien.
Fils de parents libanais de Rio de Janeiro, il commence à composer des musiques de carnaval dans les années 1930. Il remporte des concours contre Lamartine Babo, Noel Rosa (son voisin d'enfance à Vila Isabel) et Ary Barroso.
Son plus grand succès est la chanson "Alá-lá-ô", de 1941, en partenariat avec Haroldo Lobo. Ce hit du carnaval brésilien est reconnu pour son style de parodie.